# StarCraft II: Wings of Liberty
A StarCraft II: Wings of Liberty egy valós idejű stratégiai (real-time strategy) számítógépes játék, az 1998-ban megjelent StarCraft (a sorozat első része) folytatása. A játék 2010. július 27-én jelent meg. Nyugodtan kijelenthető, hogy 2010-ben ez volt az év legjobban várt játéka, sőt, talán a legjobban várt stratégiai játék az ezredforduló óta, lévén az első rész minden idők egyik legnépszerűbb és legsikeresebb (Dél-Koreában nemzeti sport) pc-s játéka volt. Microsoft Windows és Mac OS X operációs rendszeren futtatható. Két kiegészítő csomag követi, a Heart of the Swarm, és a Legacy of the Void.
A 26. században a Tejút galaxis egy távoli pontján három intelligens faj néz szembe egymással: a Földről száműzött bűnözők és egyéb "nem kívánt" személyek nemzedékeiből kialakult két rivális csoport, a Terran; a rovarszerű, egyetlen központi tudat irányítása alatt működő, több, genetikai úton fertőzött fajból álló, hatalmas Zerg raj; a magasan fejlett technológiájukat saját telepatikus képességeikkel ötvöző Protossok. A Wings of Liberty-ben a Terran faj történetének folytatását, míg a Heart of the Swarm-ban, és a Legacy of the Void-ban a Zerg illetve a Protoss fajok küzdelmeit élheti át és ismerheti meg a játékos kampányszerűen egymásra épülő küldetés-sorozatokon keresztül. A játék a StarCraft: Brood War eseményei után négy évvel játszódik. Abban Jim Raynor pályája követhető nyomon, aki lázadócsapata élén felveszi a harcot az önkényes diktátorrá vált Arcturus Mengsk vezette Terran Domíniummal. Mindazonáltal Raynor maroknyi csapata képtelen jelentős kárt okozni a Domíniumnak, ezért a Wings of Liberty történetének elején már elitkatonai szervezetből zsoldoshadsereggé züllött, titokzatos munkaadói megbízásából egy ősi faj, a Xel’naga elveszett ereklyéi után eredő, megkeseredett törvényenkívüliként áll előttünk. A játékban sok régi karakter és helyszín visszaköszön, miközben új hősökkel és világokkal bővítik ki a StarCraft univerzumot.
A játék jelenleg koreai, angol, német, francia, orosz, spanyol, lengyel, és olasz nyelven érhető el.

## Játékmenet

### Kampányok
A StarCraft II egyjátékos része nagymértékben megváltozott elődjéhez képest. A 2007-es BlizzCon alatt bemutatott Terran kampány a klasszikus missziómenüt felváltotta a Hyperion űrhajó interaktív kivetítője, ahol a sorozat egyik központi karaktere, az elkeseredett, és iszákos Jim Raynor igazította el társait. A kampány az eddig megjelent Blizzard RTS-kel szemben nemlineáris; Raynor a galaxis bármely pontján találhat küldetéseket, hogy teljesítésük után kapott pénzből növelje meg zsoldosseregének erejét, vagy fejlessze a meglévőket. Bár a játék alatt változások léphetnek közbe, de a végeredmény követni fogja a kampány sztoriját. Rob Pardo alelnök hangsúlyozta, hogy mindegyik kampány nagyon különbözni fog egymástól. A Terran kampány a játékosok számára kifejezetten zsold-alapú kampány, mivel Jim Raynor lázadóvezér pénzért vállalja el a küldetéseket, a Heart of the Swarm RPG (role-playing game; szerepjáték) elemekkel lesz ötvözve, a Pengék Királynőjének, azaz Sarah Kerrigan fejlődése lesz nyomon követhető, míg a Legacy of the Void alatt Zeratul a Protoss faj egyesítésének reményében a diplomácia eszközét veti be, hogy a különböző törzsek által feladott küldetéseket teljesítve megbékélést hozzon el. A három különálló kampány kronológiailag egymást követik. Mindhárom rész előreláthatólag kampányonként 26-30 missziót tartalmaz majd. Az egyjátékos kampányok egyedi módon lettek átszabva, olyan egységek, képességek, és fejlesztések jelennek meg, ami a többjátékos módban nem elérhetőek, továbbá egyes missziók igen változatos körülményekkel lephetnek meg.

#### Kivágott jelenetek
A StarCraft II folytatja a játékon belüli filmszerű, előre megrendezett jelenetek készítését, hogy az előre felvett részletek folyamatosan fenntartsák az események menetét, ami természetesen a játék grafikáján alapul. A Blizzard szerint a játékban látható grafikai motor segítségével a kivágott jelenetek majdnem filmszerű minőséget képesek produkálni.

### Többjátékos lehetőségek
A StarCraft II alatt a többjátékos módot a játék legfontosabb aspektusává kívánják tenni[mikor?]. A változások a Battle.net továbbfejlesztésével kezdődtek meg, ahol új verseny-létra rendszert készítettek a rangsorolt játszmák, és az új meccsalakító mechanizmus érdekében - így az új rendszerek együttesen segítik a játékost, hogy képességeihez mérve vele egy szinten álló kihívókkal kerülhessen egy játszmába. Ráadásul a beépített újrajátszási lehetőségnek köszönhetően a játékos korábbi meccseit, vagy akár az interneten közzétett visszajátszásokat is visszanézheti, így fejlesztve stratégiai képességeit, fedve fel új taktikai lehetőségeket. A Blizzard továbbá kijelentette, hogy a játékosok véleményét is figyelembe veszik, észrevételeik alapján módosíthatják is a programot.

### Pályaszerkesztés
Az eredeti StarEdit pályaszerkesztőt felváltja a Galaxy Editor, amely a készítők másik munkájából, a WarCraft III alatti World Editor továbbfejlesztett típusaként készíthetők szokásos térképek, és különféle módosítások (mod). Az eredeti StarCraft alatt elérhető, a többjátékos módból kimaradt, valamint a játék készítése alatt elvetett egységek elérhetők lesznek a szerkesztőben. Chris Sigaty vezetőproducer megemlítette, hogy a szerkesztő játékosok elérhetik azt a lehetőséget, hogy a WarCraft III játékból merítve RPG-t, avagy hős-típusú egységeket, és épületeket készítsenek el. A 2009-es BlizzCon alatt a készítők bemutatták az új pályaszerkesztőjük képességeit, és azt, hogyan lehet a játék felhasználói interfészét átszabni, például bevezetni a WarCraft III alatt megjelent tárgyrendszert. A Blizzard a kameraállás módosításával szeretné elérni a harmadik-szereplős (third-person) stílusú perspektívát (utalva az elvetett StarCraft: Ghost akciójátékukra), de nem biztos, hogy ez a lehetőség a végső formában is benne lesz.

#### StarCraft II Marketplace
A térképkészítő közösség részére egy jelentős új hozadékként jelenik meg a StarCraft II Marketplace, ahol kisebb díjazás fejében a minőségi térképeket lehet majd eladni a Battle.net számára, mint elsőrendű térképekként. A fizetés módját még nem jelentették be. Dustin Browder felhívta a figyelmet arra, hogy az olyan sajátos, játékosok által készített pályák, mint a WarCraft III-ból ismert DotA (Defense of the Ancients) nem felelne meg ennek a minőségi követelménynek, így nem lenne belőle elsőosztályú térkép.

### Egységek
Az új StarCraft részben sok régi egység és épület maradt meg, néhányuk modelljét, és nevét dolgozták át. A korábban ismert egységek képességei módosultak, vagy magával az egység eltűnésével megszűntek. Sok egységet már a játék készítése közepén elvetettek, de az ígéretek szerint a kampányok alatt a régi egységek is viszontláthatóak lesznek. Az új egységek általában a StarCraft által ismert egyensúly jegyében lettek megalkotva, többségében csak átveszik az első rész valamelyik korábbi egységének szerepkörét.
A terjeszkedést az elődhöz képest radikálisan megváltozott. A Terran mobilitást a Protoss , és a Zerg is elérheti; a protossok a Warp Prism egységet használva képesek gyorsan pszi-erőmezőt generálni, míg a zergek az Overlord segítségével fertőzhetik meg a talajt a térkép bármely pontján, így a kettejük sajátos korlátozásai lényegesen csökkentek. A felderítés lehetőségei is megváltoztak; a többjátékos módban elérhetővé vált egy szabadon elfoglalható semleges épület, a Xel'naga tower (Xel'naga torony), amely nagyban kiterjeszti birtoklójának látósugarát, továbbá megjelentek az adott pályatípusra jellemző látást akadályozó elemek, mint az űrplatformok belsejéből áradó füst, vagy a bolygókon található növényzet, amelyek egész falat alkotva rejthetik el a földi seregeket az ellenség szeme elől.

## Áttekintés

### Karakterek és felállás
A StarCraft II történelme a StarCraft: Brood War eseményei után négy évvel folytatódnak. A játék univerzumának kiemelkedő alakjai is visszatérnek, mint Jim Raynor, Arcturus Mengsk, Sarah Kerrigan, Artanis, és Zeratul. Az eddig ismert bolygók, mint Mar Sara, Char újra meglátogathatók, miközben új világok is megnyílnak, mint például Bel'Shir dzsungelplanétája.

### Háttér
A Brood War követő események után A Pengék Királynője és zerg hadai uralma alá vette a Koprulu szektort, miután leszámolt az Egyesült Földi Tanács (United Earth Directorate) expedíciós erőivel, vereséget mért a Terran Domíniumra, majd a protoss szülőbolygót, Aiurt is leigázta. Ezek után Kerrigan elfoglalta a vulkanikus Char bolygót, és elkezdett erőt gyűjteni, hogy a szektoron belüli legkisebb ellenállást is eltiporhassa, további tervei viszont ismeretlenek; a többi ismert karakterhez viszonyítva kevés információ van róla, de nem elképzelhetetlen, hogy egy végső támadásra készül.
Arcturus Mengsk időközben újjászervezte a Terran Domíniumot, és leszámolt a szektor egyéb terran klikkjeivel is. A Firstborn regényben megjelent fia, Valerian Mengsk pedig elkezdte kiépíteni politikai kapcsolatait, így biztosítva be trónörökségét. Mindeközben a Domínium kezébe lévő média lerombolta Jim Raynor szabadságharcosi hírnevét, és közönséges zsoldosvezérré silányította őt. Raynor üzletelni kezdett egy új frakcióval, a "Möbius Alapítvány" (Moebius Foundation) nevű titokzatos szervezettel, amely letűnt Xel'naga ereklyékre vadászik. Chris Metzen, a Blizzard kreatív fejlesztőgárda alelnöke kifejtette, hogy Raynort komolyan megviselte, hogy Mengsk kihasználta, majd elárulta őt, ugyanakkor önmagát okolja Kerrigan "elvesztéséért" is. További új karakterek is színre lépnek; a StarCraft II bevezető mozijában szerepelt tengerészgyalogos, Tychus Findlay, mint Raynor törvényen kívüli bandájának tagja, és a A Pengék Királynője regényből megismert Matt Horner, a zsoldosvezér másodparancsnoka.
Aiur pusztulása, és Raszagal matriarcha halálát követően a Protoss faj a száműzött sötét templomosok anyabolygóján, Shakurason telepedtek le, ahol Tassadar hű követője, Artanis próbálja egyesíteni a Khalai kaszt túlélőit sötét testvéreikkel, de a több évszázados különélést, valamint az árnyékok közt járó harcosok törzsiségét nehéz lesz leküzdeni. Zeratul pedig szeretett matriarchájának elvesztésének gyásza mellett önkéntes száműzetésben vonult, és a végtelen űrt járva keresni Samir Duran kijelentésének igazságtartalmát, amelyet a fertőzött szellemügynök még a Brood War titkos küldetése, a '"Dark Origin" (Sötét Eredet) alatt fedett fel, a Protoss/Zerg hibridekkel kapcsolatban.

## Fejlemények
A StarCraft II fejlesztését 2007. május 19-én jelentették be az dél-koreai Szöulban, a Blizzard Worldwide Invitational rendezvény keretében. A Blizzard ekkor még nem adta meg a játék kiadási dátumát. A játék fejlesztését egy évvel elhalasztották, mivel erőforrásaikat a World of Warcraft c. MMORPG játékukba fektették bele, majd 2003-ban, a Warcraft III: The Frozen Throne kiadása után elkezdték. Rob Pardo és Chris Sigaty szerint a World of Warcraft miatt 2005-ig a StarCraft II fejlesztése fel volt függesztve.
A közlemény óta a rajongók saját rajongói honlapokon, és fórumokon leközölt visszajelzéseken, és kérdéseken keresztül vettek részt a játék fejlesztésében. A készítők a "Q&A" (Question & Answer; Kérdezz-Felelek) keretében időnként feltettek információkat, és a weblapjukon az egységekről, épületekről, és a történetről bejegyzéseket készítettek (ezt egyszerűen csak "BlizzCast" névvel illeték), majd a Blizzard alkalmazottai elküldték ezeket a fontosabb fórumoknak. A Starcraft II közössége körültekintő belső fejlődésének folyamatát Karune álnevet viselő (valójában Kevin Yu) hivatalos képviselő vezette, aki a Battle.net Discussion (Vita) fórumára ügyelt. Karune a Battle.net fórumon rendszeresen feltett Q&A bejegyzéseket, majd később válaszolt a különböző rajongói honlapokon keresztül. Továbbá néha a hivatalos StarCraft II honlapon a játék alfa-állapotáról adtak le Battle.net jelentéseket, amelyiket Dustin Browder vezető tervező, és Robert Simpson, a Blizzard eSports egyik csapattagja kommentáltak.
2008 júniusában a Blizzard Worldwide Invitational esemény alatt Rob Pardo, Blizzard adminisztratív alelnök kijelentette, hogy a kampány fejlesztésének egyharmad már kész. Továbbá azt is megemlítette, hogy a játék triológiaként fog megjelenni, elsőként a Wings of Liberty, amelynek központjában a Terranok állnak, majd eztkövetően a Heart of the Swarm, a Zergekre összpontosítva, végül pedig a Legacy of the Void, amit a Protossoknak szentelnek. 2009. február 25-én a Blizzard bejelentette a Blizzard Theme Park Contest alatt 2 StarCraft II bétakulcsot lehetett megnyerni. Ezek után frissítették a híreket, és a Battle.net honlapját is, majd kihirdették, hogy a WarCraft III: The Frozen Throne összes szerverének első 20 játékosa kap egy-egy bétakulcsot. 2010 februárjában Mike Morhaime bejelentette, hogy a zárt béta abban a hónapban fog elindulni.
Rob Pardo egy júniusi interjúban említette, hogy a készülő StarCraft II: Wings of Liberty játékban LAN támogatás nem fog szerepelni. Azért hagyják ki a LAN által biztosított helyi hálózati lehetőséget a többjátékos módból, hogy a játékosokat rákényszerítsék a Blizzard szerverének, a Battle.net-nek a használatára. Ez internetes tiltakozást eredményezett, majd végül online petíciót adtak ki azt követelve, hogy bojkotálják a játékot. Miután a Blizzard értelsült erről, kiadtak egy közleményt, amely szerint megfontolják, hogy a Battle.net első csatlakozását követően elérhető legyen a LAN kapcsolat is. Megjegyzésként ugyanez a vita alakult ki a Half-Life 2 videójáték körül is. Az eredeti StarCraft alatt elérhető LAN -mint sok más többjátékos videójáték esetében- az alacsony késleltetési idő (latency) miatt ideális volt helyi versenyekre. Mike Morhaime, mint a Blizzard elnöke a 2009-es BlizzCon megnyitó ünnepsége alatt kijelentette a StarCraft II, és az új Battle.net 2010 körüli megjelenését. 2010 márciusában indult el az új platform tesztelése, és megközelítőleg 2010 júniusára tervezik a játék végleges verziójának kiadását a World of Warcraft: Cataclysm kiegészítővel együtt.

### Béta
A StarCraft II béta-tesztje 2010. február 10-én indult el, de már 2009 nyarán felvetették indulását az új Battle.net-tel együtt. 2009. március 6-án már fel is lehetett iratkozni a béta tesztre, 2009 novemberében viszont a játék producere, Chris Sigaty megerősítette, hogy a nyílt béta nem fog 2009-ben elkezdődni, de biztosította a rajongókat, hogy jövőre már elindul a játék kipróbálása. A béta-kulcsokat az eBay-en is lehetett megvásárolni. A béta 3-5 hónapig tartott, és már elérhető volt a pályaszerkesztő is. Már ekkor javítani kezdték a játék egyensúlya számára fontos hiányosságokat, és hibákat.

## Rendszerkövetelmény
A Starcraft II támogatja a DirectX 9-et (Pixel Shader 2.0-val együtt), és a fejlesztőcsapat tervezi a DirectX 10-támogatást is. A Mac verzióban az OpenGL technológiát akarják felhasználni. A játékban Havok fizikai motort fog használni, amely valószerűbb környezeti elemeket tesz elérhetővé. Továbbá vannak tervek arról, hogy a játékba kerüljön a VoIP (Voice over Internet Protocol - Internet Protokoll feletti hangátvitel).

## Forgalmazása
A StarCraft II 2010. július 27-én egyszerre jelent meg az egész világon. Több mint 8000 üzlet vett részt az éjféli nyitásban. Az első napon már egymillió példány kelt el belőle, így kiadása napján legtöbbet eladott számítógépes játéka lett. 48 órával a megjelenés után már 1,5 milliót adtak el, amivel megdőlt a minden idők leggyorsabban fogyó stratégiai játék rekordja. A GfK Chart-Track adatai szerint az Egyesült Királyságban kevesebb, mint egy hét alatt alatt több példányt adtak el belőle, mint a StarCraftból az 1998-as kiadása óta. A Blizzard 2010. szeptember 1-jén hivatalos sajtóközleményben jelentette be, hogy egy hónappal a megjelenés után világviszonylatban átlépték a három millió eladott példányszámot.

### Verziók
A Wings of the Liberty elérhető normál és gyűjtői kiadásban (collector's edition) is. A gyűjtői kiadás a játék mellett tartalmazza az első részt, és annak kiegészítőjét egy 2 GB-os pendrive-on tárolva, egy művészkönyvet (artbook), egy StarCraft képregényt, egy színfalak mögötti témákat bemutató illetve egy, a játék zeneanyagát tartalmazó DVD-t, továbbá kódokkal kiválható jutalmakat.

## Külső hivatkozások
- (angolul) Hivatalos StarCraft II honlap
- (angolul) StarCraft II a StarCraft Wiki-n
- (angolul) StarCraft II játékmenet és trailer videók
- (angolul) StarCraft News
- (magyarul) Starcraft II Hungary Portál
- (magyarul) SCII.HU – Starcraft II Portál
- (magyarul) Replays.hu – Starcraft II Közösség